# Adam Knioła
Adam Knioła (ur. 7 lutego 1911 w Lubiniu, zm. 26 grudnia 1942 w Oświęcimiu) – polski piłkarz występujący na pozycji napastnika, reprezentant Polski w latach 1931–1935, ofiara KL Auschwitz.

## Kariera klubowa
Grę w piłkę nożną rozpoczął w wieku 16 lat w Warcie Poznań. W 1928 roku włączono go do składu zespołu seniorów. W sezonie 1929 wywalczył z Wartą mistrzostwo Polski. Łącznie w latach 1928–1934 rozegrał dla tego klubu 111 meczów i zdobył 56 goli. W 1935 roku przeszedł do Warszawianki, w barwach której do momentu wybuchu II wojny światowej rozegrał 68 spotkań i zdobył 20 bramek.

## Kariera reprezentacyjna
25 października 1931 zadebiutował w reprezentacji Polski w meczu towarzyskim z Jugosławią (6:3), w którym strzelił dwie bramki. We wrześniu 1935 roku zanotował kolejny występ w meczu przeciwko Łotwie (3:3), zamykając swój dorobek w drużynie narodowej na 2 spotkaniach i 2 zdobytych golach.

### Bramki w reprezentacji
| LP | Data                 | Miejsce                      | Przeciwnik | Bramka | Rezultat | Ranga meczu     |
| -- | -------------------- | ---------------------------- | ---------- | ------ | -------- | --------------- |
| 1. | 25 października 1931 | Stadion im. 22 lipca, Poznań | Jugosławia | 4:1    | 6:3      | Mecz towarzyski |
| 2. | 25 października 1931 | Stadion im. 22 lipca, Poznań | Jugosławia | 5:2    | 6:3      | Mecz towarzyski |

## Życie prywatne
W trakcie II wojny światowej został pojmany i osadzony w niemieckim nazistowskim obozie koncentracyjnym Auschwitz-Birkenau. Zginął 26 grudnia 1942 w komorze gazowej.

## Sukcesy
Warta Poznań
- mistrzostwo Polski: 1929